# Claudio Marazzini
Claudio Marazzini (Torino, 26 ottobre 1949) è un linguista italiano.

## Biografia
Nato a Torino il 26 ottobre 1949, si è laureato nel 1972 nell'Università di Torino; è stato dal 1998 al 2019 professore ordinario di Storia della lingua italiana, dapprima nella Facoltà di Lettere, poi (dal 2011, con la riforma universitaria "Gelmini" e con la conseguente abolizione delle Facoltà) nel Dipartimento di Studi Umanistici dell'Università del Piemonte Orientale (sede di Vercelli).  In precedenza, aveva insegnato nelle università di Macerata (dal 1988 al 93, dopo avere vinto il concorso di professore associato) e di Udine (dal 1994 al 1997, dopo avere vinto il concorso, allora nazionale, a professore ordinario). Ha tenuto corsi all'estero, nel febbraio-luglio 2011 e nel febbraio-luglio 2012, presso l'Università di Losanna, in qualità di professeur invité. Il giorno 8 ottobre 2020 è stato nominato "professore emerito" con decreto del ministro dell'Università Gaetano Manfredi.
Il suo campo di studi è la storia della lingua italiana, che ha esplorato in molti saggi, libri e articoli su riviste specializzate (Lingua nostra, Lingua e stile, Lettere italiane, Studi linguistici italiani, Studi piemontesi, Historiographia linguistica, Italiano linguaDue, Italiano digitale ecc.), dedicando speciale attenzione al Piemonte, alle teorie linguistiche sviluppate in Italia e in Europa, alla questione della lingua, alla storia della lessicografia: nel 2009 ha pubblicato un'ampia storia dei vocabolari della lingua italiana (L'ordine delle parole. Storia di vocabolari italiani, Bologna, il Mulino). Tra le sue opere precedenti di interesse filologico, si ricorda la pubblicazione dell'inedito Zibaldone dello scrittore ottocentesco Giovanni Faldella e (assieme a L. Maconi) l'edizione critica dell'importante manoscritto della relazione di Alessandro Manzoni Dell'unità della lingua e dei mezzi di diffonderla, ms. Varia 30 della Biblioteca Reale di Torino.
Marazzini è autore di manuali generali dedicati alla storia linguistica italiana, dei quali il più affermato come testo di riferimento è La lingua italiana. Profilo storico (1ª ed. 1994, 2ª ed. 1998, 3ª ed. 2002). Una versione dell'opera rivolta ad un pubblico più largo, la Breve storia della lingua italiana (Bologna, 2004), è stata tradotta in tedesco (Tübingen, 2011).
Condirige la rivista Lingua e stile, pubblicata dalla Società Editrice il Mulino di Bologna. È direttore responsabile della rivista on line "Italiano digitale" (ID) dell'Accademia della Crusca. Dirige dal novembre 2022 gli "Studi di lessicografia italiana" dell'Accademia della Crusca.
Svolge anche attività giornalistica: dal 1990 è titolare della rubrica di lingua Parlare e scrivere del settimanale Famiglia Cristiana; ha tenuto una rubrica attenta ai temi linguistici anche sul mensile Letture (oggi cessato).
Ha scritto opere rivolte alla scuola, pubblicate da Zanichelli, SEI, D'Anna.
Dal 1999 al giugno 2002 ha fatto parte del direttivo dell'Associazione che raggruppa gli studiosi di storia della lingua italiana, l'ASLI. È membro dell'ASLI e della Società Italiana di Glottologia. Dal 18 maggio 2010 Socio corrispondente dell'Accademia delle Scienze di Torino per la classe di Scienze morali, storiche e filologiche (VII sezione: filologia, linguistica e letterature medioevali e moderne), poi Socio nazionale residente dal 28 settembre 2020, dal 1 novembre 2024 Direttore della Classe di Scienze morali, storiche e filologiche. Dal 24 giugno 2021 è Socio corrispondente non residente dell'Istituto Lombardo - Accademia di Scienze e Lettere di Milano. Dal 2011 è accademico ordinario della Crusca e dal 2012 ha fatto parte del Consiglio direttivo dell'Accademia. Dal 23 maggio 2014 al 28 aprile 2023, con tre mandati consecutivi, è stato Presidente dell'Accademia della Crusca, di cui ora è Presidente onorario.
È sposato con Elena Camillo, già docente di lettere al liceo scientifico Ettore Majorana di Torino, dalla quale ha avuto due figli, Anna e Marco.

## Opere più rilevanti
- La lingua come strumento sociale. Il dibattito linguistico in Italia da Manzoni al neocapitalismo, Torino, Marietti, 1977.
- Edizione critica dello Zibaldone di G.Faldella, Torino, Centro Studi Piemontesi, pp. XXVIII-248, 1980.
- Piemonte e Italia. Storia di un confronto linguistico, Torino, Centro Studi Piemontesi, 1984.
- Storia e coscienza della lingua in Italia dall'Umanesimo al Romanticismo, Torino, Rosenberg & Sellier, 1989.
- Il Piemonte e la Valle d'Aosta ("L'italiano nelle Regioni"), Torino, UTET Libreria, 1991.
- Les traditions nationales. Italie, in S.Auroux (cur.), Histoire des idées linguistiques, Tome II, Liège, Mardaga, 1992, pp. 313–328.
- Storia della lingua italiana. Il secondo Cinquecento e il Seicento, Bologna, Il Mulino, 1993.
- Le teorie, in Storia della lingua italiana a cura di L.Serianni e P.Trifone, vol. I, I luoghi della codificazione, Torino, Einaudi, 1993, pp. 231–329.
- Il Piemonte e la Valle d'Aosta, in L'Italiano nelle regioni. Lingua nazionale e identità regionali, a cura di F.Bruni, Torino, UTET, 1992, pp. 1–44 [ristampato in L'italiano nelle regioni. Storia della lingua italiana, a cura di F.Bruni, Milano, Garzanti, 1996, pp. 3–65].
- Il Piemonte e la Valle d'Aosta, in L'italiano nelle regioni. Testi e documenti, a cura di Francesco Bruni, Torino, UTET, 1994.
- Da Dante alla lingua selvaggia. Sette secoli di dibattiti sull'italiano, Roma, Carocci, 1999.
- Giovanni Francesco Fortunio, Regole grammaticali della volgar lingua, a cura di Claudio Marazzini e Simone Fornara, Pordenone, Accademia San Marco - Propordenone Editore, 1999.
- Il perfetto parlare. La retorica in Italia da Dante a Internet, Roma, Carocci, 2001.
- La lingua italiana. Profilo storico, III edizione, Bologna, Il Mulino, 2002.
- Breve storia della lingua italiana, Bologna, Il Mulino, 2004, pp. 268. Traduzione tedesca: Kurze Geschichte der italienischen Sprache, Aus dem Italienischen übersetzt von Hansbert Bertsch, Stauffenburg Verlag, Tübingen, 2011.
- Francesco Soave e la grammatica del Settecento, Atti del Convegno di Vercelli, 21 marzo 2002, a cura di Claudio Marazzini e Simone Fornara, Alessandria, Edizioni dell'Orso, 2004.
- Le Fiabe (“Le Bussole n.147”), Roma, Carocci, 2004.
- La storia della lingua italiana attraverso i testi, Bologna, il Mulino, 2006.
- Il Seicento, in Storia della punteggiatura in Europa, a cura di Bice Mortara Garavelli, Roma-Bari, Editori Laterza, 2008.
- L'ordine delle parole. Storia di vocabolari italiani, Bologna, Il Mulino, 2009.
- Latino e origini della lingua italiana, in La cultura italiana, a cura di Luigi Cavalli Sforza, vol. II, Lingua e linguaggi, a cura di Gian Luigi Beccaria, Torino, Utet, 2009, pp. 8–77.
- La lingua italiana. Storia, testi, strumenti, in collaborazione con Ludovica Maconi, Bologna, Il Mulino, 2010.
- Dell'unità della lingua e dei mezzi di diffonderla - Edizione critica del ms. Varia 30 della Biblioteca Reale di Torino, a cura di C. Marazzini e L. Maconi, con due note di G. Giacobello Bernard e F. Malaguzzi, Castel Guelfo di Bologna, Società Dante Alighieri - Imago, 2011.
- Storia linguistica di Torino, Roma, Carocci, 2012.
- Unità e dintorni. Questioni linguistiche nel secolo che fece l'Italia (Collana del Dipartimento di Studi Umanistici dell'Università del Piemonte Orientale "Amedeo Avogadro" - nuova serie 28), Alpignano, Edizioni Mercurio, 2013.
- Da Dante alle lingue del Web. Otto secoli di dibattiti sull'italiano, Nuova Edizione, Roma, Carocci Editore, 2013.
- (a cura di) L'editoria italiana nell'era digitale: tradizione e attualità, Firenze, Accademia della Crusca - GoWare, 2014 (e-book).
- introduttivo e curatela di B.Migliorini - G. Folena, Piccola guida di ortografia, ristampa anastatica dell’edizione 1955, Firenze, Apice Libri, 2015.
- Breve storia della questione della lingua, Roma, Carocci, 2018, pp. 144.
- L’italiano è meraviglioso. Come e perché dobbiamo salvare la nostra lingua, Milano, Rizzoli, 2018, pp. 252.
- Elogio dell'italiano. Amiamo e salviamo la nostra lingua, con Claudia Arletti, prefazione di Michele Serra, La Repubblica/Gedi, 2019, pp. 153.
- La lingua, il giudice, la Costituzione. Una vertenza tutta italiana, e un confronto internazionale, Pisa, Pacini, 2019, pp. 40.
- "Sotto la neve pane". Interventi da presidente dell'Accademia della Crusca (maggio 2014 - aprile 2023), Raccolti da Paolo Belardinelli, Marco Biffi, Paolo D'Achille, Domenico De Martino, Firenze, Accademia della Crusca, 2023.